# مضيق جورجيا

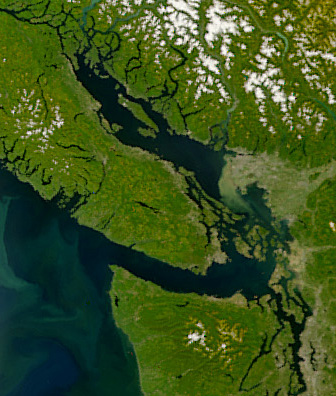
مضيق جورجيا في الوسط، مضيق خوان دي فوكا أدناه، بيوجت ساوند في أسفل اليمين، مضيق جونستون في أقصى اليسار. كما أن الرواسب من نهر فريزر واضحة في الصورة.

مضيق جورجيا هو ذراع للمحيط الهادئ بين جزيرة فانكوفر، وساحل البر الرئيسي لكولومبيا البريطانية وكندا وشمال ولاية واشنطن، الولايات المتحدة. يبلغ طوله حوالي 240 كم (150 ميل) ويتراوح عرضه من 20 إلى 58 كيلومترًا (12 إلى 36 ميل). حيث يُجانب مضيق خوان دي فوكا وبيوجت ساوند، وهو جزء من بحر ساليش. تمثل أرخبيل والقنوات الضيقة كل طرف من طرفي مضيق جورجيا وجزر الخليج وجزر سان خوان في الجنوب وجزر ديسكفري في الشمال. والقنوات الرئيسية في الجنوب هي بونداري باس، هارو سترايت، وروساريو سترايت، التي تربط مضيق جورجيا بمضيق خوان دي فوكا. في الشمال، يعتبر ممر ديسكوفيري هو القناة الرئيسية التي تربط مضيق جورجيا بمضيق جونستون. يعتبر مضيق جورجيا قناة ملاحة رئيسية على الساحل الغربي لولايات المتحدة، وذلك بسبب وجود ميناء فانكوفر، وأيضاً بسبب دوره كمدخل جنوبي لمسار تحت الماء يعرف باسم الممر الداخلي.

## الامتداد
يُعرِّف الماسح الجيولوجي الأمريكي، الحدود الجنوبية لمضيق جورجيا كخط يمتد من إيست بوينت في جزيرة ساتورنا إلى جزيرة باتوس، وجزيرة سوسيا، وجزيرة ماتيا، ثم إلى بوينت ميجلي إلى جزيرة لومي. يلامس هذا الخط الحواف الشمالية لمضيق روزاريو، الذي يتجه جنوبًا إلى مضيق خوان دي فوكا، وممر باونداري، الذي يؤدي إلى الجنوب إلى مضيق هورو ومضيق خوان دي فوكا.
يبلغ متوسط عمق مضيق جورجيا 157 متراً (515 قدماً)، ويبلغ أقصى عمق له 448 متراً (1,470 قدماً). وتبلغ مساحة سطحه حوالي 6,800 كيلومتر مربع (2,600 ميل مربع). يمثل نهر فريزر نحو 80٪ من المياه العذبة التي تدخل المضيق. يدور الماء في المضيق في اتجاه عكس عقارب الساعة.
يشمل «خليج جورجيا» مياه أخرى غير مضيق جورجيا، مثل المضيق والقنوات المشتركة بين الجزر في جزر الخليج. على النحو المحدد من قبل جورج فانكوفر في عام 1792، شَمِلَ خليج جورجيا جميع المياه الداخلية خارج الطرف الشرقي من مضيق خوان دي فوكا، بما في ذلك بيوجت ساوند وخليج بيلينجهام.

## الجزر
تقع العديد من الجزر الرئيسية في مضيق جورجيا، وأكبرها جزيرة قوادرا وجزيرة تيكسادا.

## التاريخ

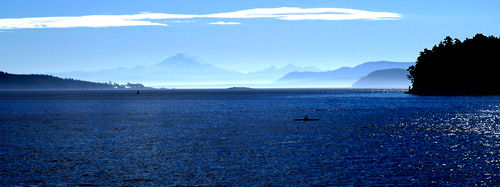
مضيق جورجيا في الصباح

طوّرت مجتمعات الأمم الأولى مضيق جورجيا لآلاف السنين. قام الكابتن خوسيه ماريا نارفيز وبيلوت خوان كاراسكو من إسبانيا بإجراء أول استكشاف أوروبي للمنطقة في عام 1791. وفي ذلك الوقت، أعطى فرانسيسكو دي إليزا المضيق اسم «قناة كنور دي نوسترا سينورا ديل روزاريو لا مارينيرا».
في عام 1792، تمت إعادة تسميته للملك جورج الثالث باسم «خليج جورجيا» من قِبَل جورج فانكوفر من بريطانيا العظمى، خلال رحلته الواسعة على طول الساحل الغربي لأمريكا الشمالية.
صدم زلزال جزيرة فانكوفر في 23 يونيو 1946 منطقة مضيق جورجيا، مما أدى إلى غرق قاع خليج ديب باي بين 3 و 26 م (9.8 و 85.3 قدم).

## المدن

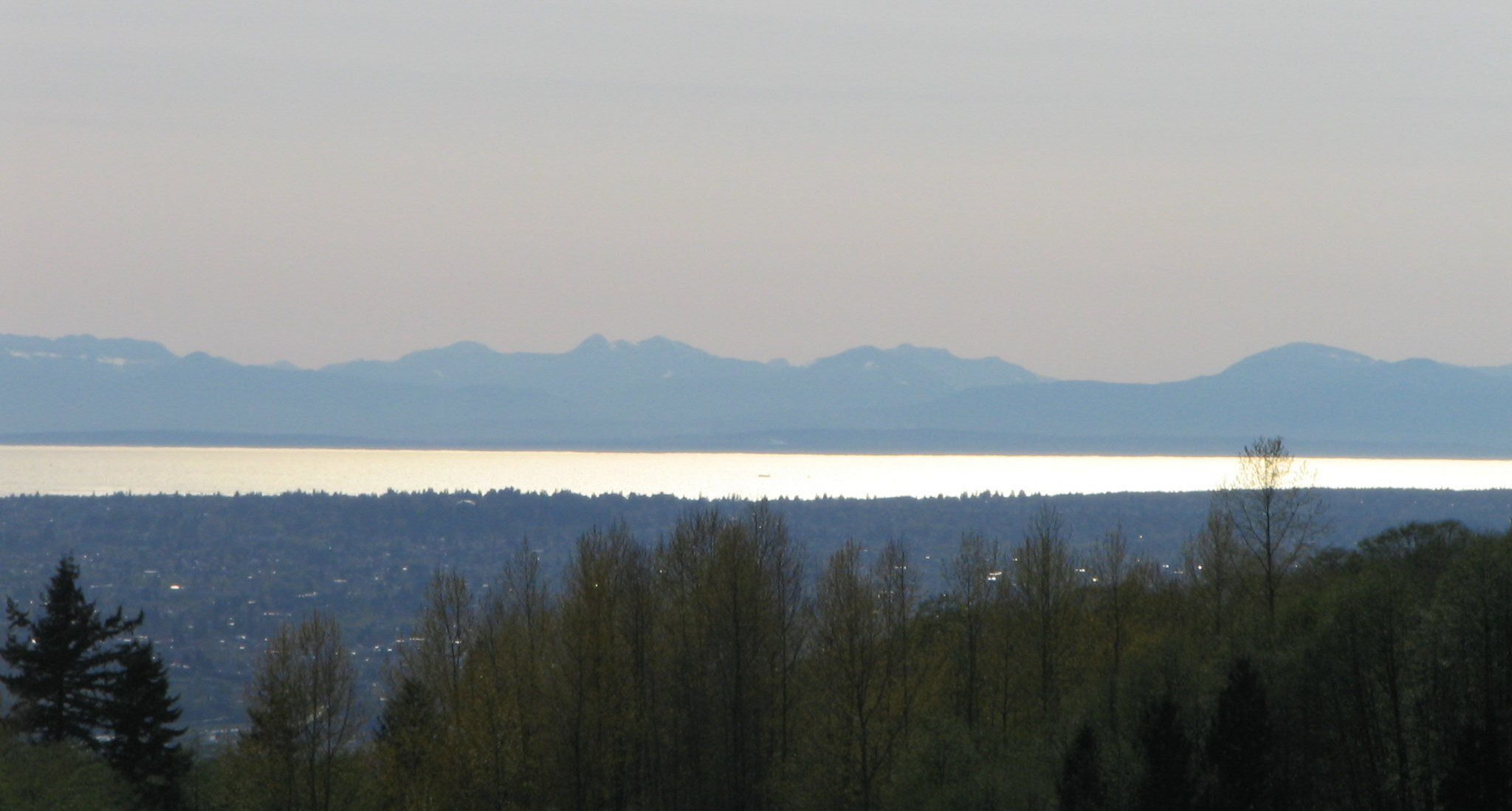
مضيق جورجيا من جبل برنابي، مع جزيرة جاليانو وجزيرة فانكوفر

تشمل البلدات والمدن الواقعة على مضيق جورجيا؛ نهر كامبل، كورتيناي، كوموكس، شاطئ كواليكم، باركسفيل، لانتزفيل، ونانايمو إي على الشاطئ الغربي، بالإضافة إلى نهر بويل ريفر، وسيتشيلت، وجيبسونز، وغريتر فانكوفر في الشرق.

## المقاطعات والمناطق الإقليمية
بعض المقاطعات والمناطق الإقليمية التي تواجه المضيق:
- مقاطعة سان خوان (واشنطن)
- مقاطعة واتكوم (واشنطن)
- كابيتل أف (كولومبيا البريطانية)
- نانيامو أي (كولومبيا البريطانية)
- كوموكس-ستراثكونا سي (كولومبيا البريطانية)